# Bat'leth

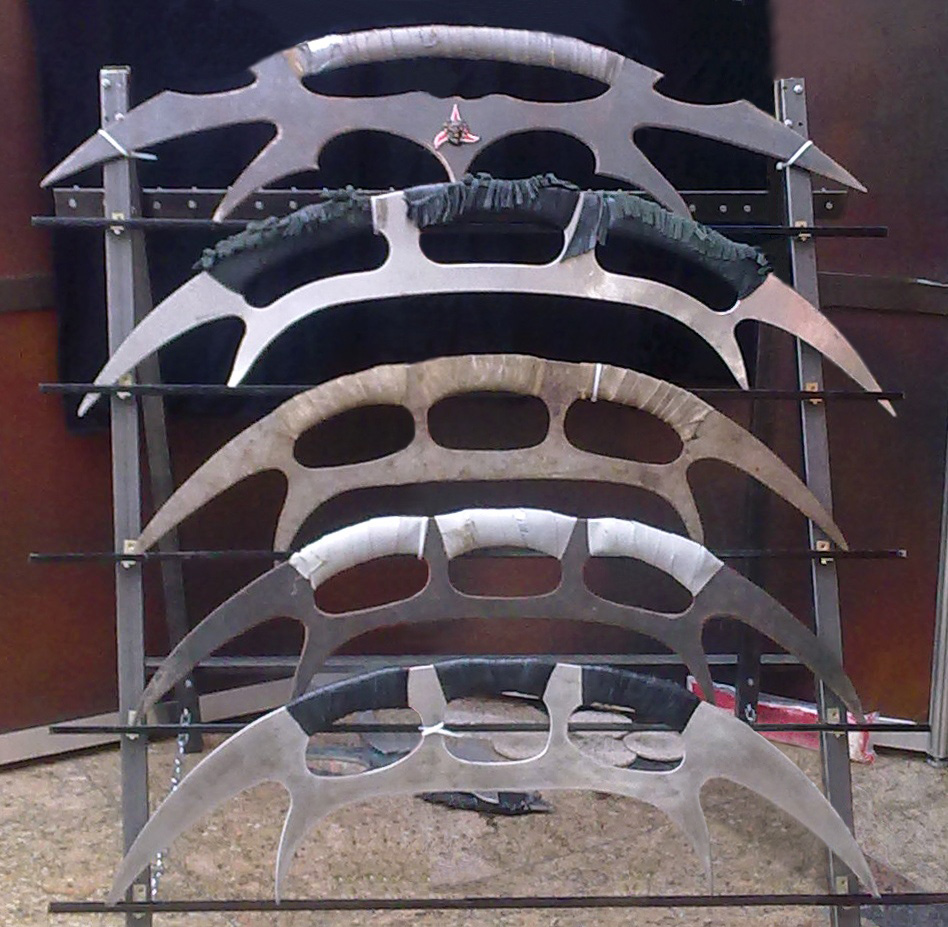
Soubor bat'lethů

Bat'leth ([betlach]), nebo také meč cti je dlouhý meč používaný fiktivní rasou Klingonů ze světa Star Treku. Má zakřivený tvar se dvěma dlouhými čepelemi podélně od středu listu, dva krátké hroty a dvě až tři držadla podél středu listu. V boji slouží držadla k rychlému otočení ostří.
Podle klingonské mytologie vykoval první bat'leth kolem roku 625 Kahless, jenž upustil pramen svých vlasů do lávy z vulkánu Kri'stak, pak ho zchladil v jezeru Lursor a vykoval z něj čepel. Tu použil k pokoření tyrana Molora a sjednocení všech Klingonů. Tento první bat'leth je známý jako Kahlessův meč. Tato pověst byla záměrně vynechána ze všech klingonských náboženských textů, jelikož měla sloužit jako důkaz Kahlessova návratu.
Bat'leth je základní zbraň Klingonů a boj s ním se učí již od raného mládí.